# Библиотеки и архиви в Торино
Това е списък на библиотеките и архивите на град Торино в регион Пиемонт, Северна Италия.
В града има 357 библиотеки към 12 май 2020 г. в най-различни области, със свободен или ограничен достъп. Някои от най-важните библиотеки са: Националната университетска библиотека на Торино и Кралската библиотека, собственост на държавата, Централната градска библиотека, както и много специализирани библиотеки като Международната библиотека за филми и фотография „Марио Громо“, Националната библиотека на Италианския алпийски клуб, Библиотеката на Фондация „Луиджи Ейнауди“, художествените библиотеки на Градската галерия за модерно и съвременно изкуство и на Академия „Албертина“. Други важни библиотеки са Библиотеката на Академията на науките, Библиотеката на Подготвителната армейска школа, Библиотеката на Държавния архив, Провинциалната библиотека на братята капуцини и много други. Към тях се добавят централните и ведомствените библиотеки на университетите: към декември 2019 г. Университетът на Торино има 35, а Политехническият университет – 17 библиотеки.

## Градски библиотеки
В Торино има 18 общински градски библиотеки със свободен и безплатен достъп.
- Централна градска библиотека (Biblioteca Civica centrale)
Открита на 22 февруари 1869 г. под името „Публична общинска библиотека“ благодарение на неуморната дейност на Джузепе Помба – издател и общински съветник. Днес тя притежава ок. 524 553 документа, включително томове и памфлети, над 30 000 ръкописни писма, над 2000 ръкописа, 67 старопечатни книги и 1600 книги от XVI век. Книжното наследство е непрекъснато обогатявано с документи на различни носители, които свидетелстват за най-важната италианска и чуждестранна издателска продукция (особено на английски и на френски език). Заслужава да се споменат и колекциите от местна история, изобразително изкуство, театър и визуални изкуства. Колекцията от периодични издания от XVIII век до XXI век включва ок. 2828 заглавия. На разположение на незрящи има над 7000 регистрирани произведения.[3]
- Музикална библиотека „Андреа Дела Корте“ (Biblioteca Musicale A. Della Corte)
Носи името на музиколог и музикален критик, чиято библиотека и личен архив съхранява, заедно с богати колекции от печатна музика, оперни либрети, документални произведения, плочи и компактдискове, интересен раздел от ръкописи и иконографски документи, и обширна документация за хореографско и танцово изкуство.
- Градска библиотека „Рита Атрия“ (Biblioteca Civica Rita Atria)
Открита на 9 февруари 2015 г. и посветена на паметта на сицилианска девойка, защитена свидетелка, самоубила се след смъртта на известния съдия Паоло Борселино. Съхранява 8500 тома.
- Градска библиотека „Дитрих Бонхофер“ (Biblioteca Civica Dietrich Bonhoeffer)
Открита през 1992 г. на името на немски протестантски богослов, един от основните деятели на църковната съпротива срещу нацизма. Съдържа 55 200 тома и 10 120 документа на ел. носители.
- Градска библиотека „Итало Калвино“ (Biblioteca Civica Italo Calvino)
Сградата, в която се помещава библиотеката, се намира на брега на Дора Рипария и е от нач. на XIX век, като е многократно модернизирана и разширявана (1882, 1915 и 1917 г.). Носи името на големия италиански писател и интелектуалец, един от главните герои на италианската следвоенна литературна и културна панорама. Съхранява 47 000 тома и 4500 мултимедийни документа.
- Градска библиотека „Луиджи Карлучо“ (Biblioteca Civica Luigi Carluccio)
Открита през 1982 г. на името на Луиджи Карлучо, един от най-важните италиански изкуствоведи на XX век. Съхранява 51 758 тома.
- Градска библиотека „Кашина Маркеза“ (Biblioteca Civica Cascina Marchesa)
Част от сградата, в която се помещава библиотеката, произхожда от стара селска къща от XVII век, закупена и преустроена от Община Торино през 70-те год. на XX век Открита през януари 1981 г. и съхранява 64 314 тома.
- Градска библиотека „Франческо Конясо“ (Biblioteca Civica Francesco Cognasso)
Открита през май 1985 г. на името на бележит торински медиевист, един от най-запалените учени по историята на Торино и Пиемонт. Съхранява 56 185 тома и 6470 документа на аудиовизуален носител.
- Градска библиотека „Алберто Гайсер“ (Biblioteca Civica Alberto Geisser)
Открита в нач. на 70-те год. на XX век в парка Микелоти като първата децентрализирана гражданска библиотека на името на швейцарски банкер и предприемач, инициатор на важни филантропски и социално-икономически инициативи и основател на библиотечния консорциум през 1907 г. Съхранява 48 069 тома и 220 dvd-та.
- Градска библиотека „Наталия Гинзбург“ (Biblioteca Civica Natalia Ginzburg)
Открита на 23 юли 2013 г. на името на името на италианската писателка, драматург, преводачка и политик, водеща фигура в италианската литература на XX век. Съхранява 4566 тома.
- Градска библиотека „Бианка Джудети Сера“ (Biblioteca Civica Bianca Guidetti Serra)
Открита през май 2016 г. в историческа сграда; от юни 2019 г. носи името на експертката по семейно право от втората половина на XX век, отличила се в подкрепата на работниците и на най-слабите. Съхранява 26 898 тома.
- Градска библиотека „Примо Леви“ (Biblioteca Civica Primo Levi)
Открита на 17 юли 2007 г. на името на известния италиански писател и партизанин от еврейски произход, съхранява 27 000 тома и 2500 документа на ел. носител.
- Градска библиотека „Мавзолей на Красивата Розин“ (Biblioteca Civica „Mausoleo della Bela Rosin“)
Открита на 25 септември 2005 г., разположена в неокласическия мавзолей от XIX век на метресата и бъдещата съпруга на крал Виктор Емануил II – Роза Верчелана. Съхранява ок. 1660 тома.
- Градска библиотека „Дон Лоренцо Милани“ (Biblioteca Civica „Don Lorenzo Milani“)
Окрита през 2014 г. на името на свещеника и писателя, чиято дейност през първата поливина на XX век е свързана с подпомагането на бедните деца. Съхранява 48 816 тома и 6189 аудиовизуални документи.
- Градска библиотека „А. Пасерен д'Антреви“ (Biblioteca Civica „A. Passerin d'Entrèves“)
Открита през 1992 г. от двете страни на старата селска къща Джайоне, датираща от края на XVIII век на името на професор по политфилософия и основател на Факултета по политология на Торинския университет. Съхранява 54 467 тома и 5000 документа на аудиовизуални носители.
- Градска библиотека „Чезаре Павезе“ (Biblioteca Civica „Cesare Pavese“)
Открита на 21 декември 2000 г. на 2-ри етаж на бившата сграда на средното училище „Чезаре Павезе“; носи името на интелектуалеца, антифашиста и писателя, една от ключовите фигури в следвоенната италианска литература. Съхранява ок 50 хил. тома и 7100 аудиовизуални произведения.
- Библиотечен пункт „Момчетата и момичетата на Ютьоя“ (Punto di servizio bibliotecario „I ragazzi e le ragazze di Utøya“)
Открита на 8 април 2019 г., посветена на загиналите младежи в теротистичния атентант на остров Ютьоя (Норвегия). Съхранява 6000 тома.
- Градска библиотека „Вила Аморети“ (Biblioteca Civica „Villa Amoretti“)
Открита на 2 май 1977 г. във вила от втората половина на XVIII век. Съхранява ок. 48 хил. тома и 4135 аудиовизуални документа.

## Академични библиотеки

### Библиотеки на Торинския университет
- Национална университетска библиотека на Торино (Biblioteca Nazionale Universitaria di Torino)
Една от най-важните италиански библиотеки, разрушена през Втората световна война и изцяло възстановена между 1958 и 1973 г. Датира от 1720 г., когато Виктор Амадей II Савойски създава Библиотеката на Кралския университет, резултат от обединението на колекцията от книги на Торинския университет и тази на Савоя. Между XVII и XVIII век, с оглед да се подпомогне научната дейност, насърчавана от Савойците, тя се обогатява с доста томове от покупки и завещания, включително през 1824 г. с ръкописите на Скрипториума на абатството Сан Коломбано в Бобио. Обявена за национална библиотека през 1873 г., тя съхранява 763 833 печатни тома, 2095 периодични издания, 4554 ръкописа, 1600 раннопечатни книги e 10 063 произведения от XVI век, над 15 хил. графики и др.
- Библиотеки по Хуманитарни науки (Biblioteche di Scienze Umanistiche)
  - Библиотека по изкуство, музика и драматургия (Biblioteca di Arte, Musica e Spettacolo del Dipartimento di Studi Umanistici)
  - Библиотека по класическа филология, лингвистика и превод (Biblioteca di Filologia, Linguistica e Tradizione classica del Dipartimento di Studi umanistici)
  - Библиотека по философия и педагогика (Biblioteca del Dipartimento di Filosofia e Scienze dell' Educazione – Sez. Filosofia)
  - Библиотека по чуждестранна филология и модерни култури „Дж. Мелкиори“ (Biblioteca „G. Melchiori“ del Dipartimento di Lingue e Letterature Straniere e Culture Moderne)
  - Библиотека по ориенталистика (Biblioteca di Orientalistica del Dipartimento di Studi umanistici)
  - Библиотека по педагогика (Biblioteca del Dipartimento di Filosofia e Scienze dell' Educazione – Sez. Sc. Educazione)
  - Библиотека по литература и филология (Biblioteca di Scienze letterarie e filologiche del Dipartimento di Studi Umanistici)
  - Библиотека по теология „Е. Петерсон“ (Biblioteca di Scienze religiose „E. Peterson“)
  - Историческа библиотека „Джовани Табако“ (Biblioteca „G. Tabacco“ del Dipartimento di Studi storici)
  - Историческа университетска библиотека „Артуро Граф“ (Biblioteca Storica di Ateneo „A. Graf“)
  - Медиатека (Mediateca del Dipartimento di Studi Umanistici)
- Библиотеки по Приложни науки (Biblioteche)
  - Библиотека за медицински сестри „А. Розмини“ (Biblioteca „A. Rosmini“)
  - Библиотека по Фармацевтика „Ичилио Гуарески“ (Biblioteca „Icilio Guareschi“ del Dipartimento di Scienza e Tecnologia del Farmaco)
  - Библиотека по математика „Дж. Пеано“ (Biblioteca „G. Peano“ del Dipartimento di Matematica)
  - Библиотека по химия „Дж. Понцио“ (Biblioteca „G. Ponzio“ del Dipartimento di Chimica Архив на оригинала от 2019-12-15 в Wayback Machine.)
  - Библиотека по информатика (Biblioteca del Dipartimento di Informatica Архив на оригинала от 2019-12-15 в Wayback Machine.)
  - Библиотека по психология „Федерико Киежов“ (Biblioteca del Dipartimento di Psicologia „Federico Kiesow“)
  - Библиотека по геология (Biblioteca del Dipartimento di Scienze della Terra)
  - Библиотека по биология (Biblioteca del Dipartimento di Scienze della Vita e Biologia dei Sistemi Архив на оригинала от 2019-12-15 в Wayback Machine.)
  - Библиотека по икономика и мениджмънт (Biblioteca di Economia e Management)
  - Библиотека по физика (Biblioteca di Fisica – Dipartimento di Fisica)
  - Библиотека по география (Biblioteca di Geografia del Dipartimento Interateneo di Scienze, Progetto e Politiche del Territorio)
  - Библиотека по Аграрни и ветеринарни науки (Biblioteca di Scienze Agrarie e Veterinarie)
  - Библиотека по медицина „Фердинандо Боси“ (Biblioteca Federata di Medicina „Ferdinando Rossi“ Архив на оригинала от 2020-08-07 в Wayback Machine.)
  - Библиотека „Марчела Ново“– Школа по мениджмънт (Biblioteca Marcella Novo – SAA School of Management)
  - Библиотека по хигиена и спорт (Biblioteca SUISM Anna Maria Di Giorgio)
  - Библиотека „Норберто Бобио“ (Biblioteca „Norberto Bobbio“ Архив на оригинала от 2020-05-26 в Wayback Machine.). Повече от 650 хил. тома в областта на Правото, Икономиката, Социално-политическите науки и Антропологията.

Каталог на Университетските библиотеки TUTTO 
Библиотечна система на Торинския университет SBA 

### Библиотеки на Политехническия университет на Торино
- Централна библиотека по инженерни науки (Biblioteca Centrale di Ingegneria)
  - Централна библиотека по архитектура „Роберто Габети“ (Biblioteca Centrale di Architettura „Roberto Gabetti“)
  - Библиотека по приложни науки и технологии (Biblioteca di Scienza Applicata e Tecnologia)
  - Библиотека по архитектурна и селищна история и анализ (Biblioteca di Storia ed Analisi dell'Architettura e degli Insediamenti)
  - Междууниверситетска библиотека по Територия и околна среда (Biblioteca interateneo Territorio-ambiente TER)
  - Бибиотека на Инженерния факултет, отдел „Енергетика“ (Biblioteca Dipartimento Energia – sezione Energia ENE)
  - Библиотека на Инженерния факултет, отдел „Електротехника“ (Biblioteca Dipartimento Energia – sezione Ingegneria Elettrica ELT)
  - Библиотека по електроника и автоматика „Марио Боела“ (Biblioteca di Elettronica e di Automatica – Informatica „Mario Boella“ ELN)
  - Библиотека по георесурси и територия (Biblioteca di Georisorse e Territorio GEO)
  - Библиотека по хидравлика, транспорт и цивилна инфраструктура (Biblioteca di Idraulica, Trasporti ed Infrastrutture Civili IDR-TRA)
  - Библитека по управленско и производствено инженерство (Biblioteca di Ingegneria Gestionale e della Produzione SPE)
  - Библиотека по аеронавигационно и космическо инженерство (Biblioteca di Ingegneria Aeronautica e Spaziale AER)
  - Библиотека по машиностроене (Biblioteca di Ingegneria Meccanica MEC)
  - Библиотека по строително инженерство (Biblioteca di Ingegneria Edile EDI)
  - Библиотека по структурно инженерство (Biblioteca di Ingegneria Strutturale)
  - Библиотека по математически науки (Biblioteca di Scienze Matematiche MAT)
  - Музейна библиотека на Политехническия университет (Biblioteca del Museo del Politecnico)

### Други академични библиотеки
- Библиотека на Художествената академия „Албертина“ (Biblioteca dell'Accademia Albertina di Belle Arti)
- Библиотека на Академията на науките (Biblioteca dell'Accademia delle Scienze)
- Библиотека на Университетския колеж „Ренато Ейнауди“ (Biblioteca del Collegio Universitario Renato Einaudi)
- Библиотека на Държавната консерватория „Джузепе Верди“ (Biblioteca del Conservatorio Statale „Giuseppe Verdi“ Архив на оригинала от 2018-05-09 в Wayback Machine.)
- Библиотека на Академията по земеделие на Торино (Biblioteca dell'Acccademia di Agricultura di Torino Архив на оригинала от 2019-12-15 в Wayback Machine.)
- Библиотека на Медицинската академия на Торино (Biblioteca dell'Accademia di Medicina di Torino)
- Библиотека на Подготвителната школа на Армейския институт за военна наука (Biblioteca della Scuola di Applicazione)

## Специализирани библиотеки
На основа на данните на Службата по координиране на специализираните и специалните библиотеки в Торино (CoBis) и на Службата за регистрация на италианските библиотеки към 15 декември 2019 г., освен някои от горепосочените библиотеки, съществуват и:

### Библиотеки на културни и изследователски центрове
- Библиотека на Културната асоциация „Русский мир“ (Biblioteca dell'Associazione culturale Russkij Mir)
- Библиотека „Диего де Кастро“ на Националната асоциация „Венеция Джулия и Далмация“ (Associazione Nazionale Venezia Giulia e Dalmazia – Biblioteca „Diego de Castro“ Архив на оригинала от 2019-12-20 в Wayback Machine.)
- Библиотека на Центъра за италианска миграция „Другите Италии“ (Centro Altreitalie sulle Migrazioni Italiane)
- Библиотека на Културен център „Пиер Джорджо Фрасати“ (Biblioteca del Centro Culturale Pier Giorgio Frassati)
- Библиотека на Центъра за документация, изследване и проучване на светската култура „Пиеро Каламадрей“ (Centro di Documentazione, Ricerca e Studi sulla Cultura Laica „Piero Calamandrei“)
- Библиотека на Регионалния етнографско-лингвистичен център (Biblioteca del Centro Regionale Etnografico Linguistico)
- Библиотека „Фулвио Гуерини“ на Центъра за изследвания и документация „Луиджи Ейнауди“ (Centro di Ricerca e Documentazione „Luigi Einaudi“ Biblioteca „Fulvio Guerrini“)
- Библиотека „Енрика Колоти Пискел“ (Biblioteca del Centro Studi Vietnamiti „Enrica Colotti Pischel“)
- Библиотека на Международния център за изследвания „Примо Леви“ (* Centro internazionale di studi „Primo Levi“ Архив на оригинала от 2020-02-10 в Wayback Machine.)
- Библиотека на Група Абеле – център за документация и изследвания на младежите (Biblioteca del Centro di documentazione e ricerche sulla condizione giovanile e sul disagio del Gruppo Abele Архив на оригинала от 2019-12-15 в Wayback Machine.)
- Исторически архив на Изследователския център за италианска литература на Пиемонт „Гуидо Гоцано – Чезаре Павезе“ (Centro studi di Letteratura italiana in Piemonte „Guido Gozzano – Cesare Pavese“)
- Библиотека на Пиемонтезки изследователски институт (Centro studi Piemontesi – Ca dë Studi Piemontèis)
- Библиотека на Изследователски център „Пиеро Гобети“ (Centro studi „Piero Gobetti“)
- Библиотека на Изследователския център за християнско-ислямски връзки „Федерико Пейроне“ (Centro studi relazioni cristiano islamiche „Federico Peirone“)
- Градска библиотека „Доменико Серено Реджис“ на Изследователския център „Реджис“ (Biblioteca civica Domenico Sereno Regis). Основана през 1982 г., има 28 000 тома и 1300 аудиовизуални документа в областта на околната среда и мира.
- Библиотека на Центъра за изследване на Третия свят (Biblioteca del Centro di Documentazione sul Terzo Mondo Архив на оригинала от 2019-12-15 в Wayback Machine.)
- Библиотека на Центъра за изследвания на женската мисъл (Biblioteca del Centro studi sul pensiero femminile Архив на оригинала от 2019-12-15 в Wayback Machine.)
- Библиотека на Център ЮНЕСКО на Торино (Biblioteca del Centro UNESCO di Torino)
- Библиотека на Центъра за документация на Консорциум „Торински транспорт“ (Biblioteca del centro di documentazione del Consorzio trasporti torinesi Архив на оригинала от 2019-12-21 в Wayback Machine.)
- Библиотека на Културен ЛГБТ кръг „Морис“ (Circolo di cultura GLBTQ „Maurice“)
- Библиотека и архив за изследвания на народните традиции (Biblioteca e Archivio per lo Studio delle Tradizioni Popolari)
- Библиотека на Изследователски център „Култура и общество“ (Biblioteca del Centro studi cultura e società)

### Библиотеки на фондации
- Библиотека на Фондация „Ариоданте Фабрети“ (Fondazione „Ariodante Fabretti“)
- Библиотека на Фондация „Карло Донат-Катин“ (Fondazione „Carlo Donat-Cattin“)
- Изследователски център на Фондация „Театро Стабиле“ на Торино (Fondazione del Teatro Stabile di Torino – Centro Studi)
- Библиотека на Изследователски център на Фондация „Фицкаралдо“ (Fondazione Fitzcarraldo, Centro di documentazione Архив на оригинала от 2019-10-20 в Wayback Machine.)
- Библиотека на Италианската фондация за фотография (Biblioteca della Fondazione Italiana per la Fotografia)
- Библиотека на Фондация „Джорджо Амендола“ (Biblioteca della Fondazione Giorgio Amendola)
- Библиотека на Института за глухонеми на Торино (Fondazione Istituto dei sordi di Torino Архив на оригинала от 2019-12-21 в Wayback Machine.)
- Библиотека Брейл на Регионалния център за документация на незрящите (Biblioteca Braille – Centro Regionale di Documentazione per Non Vedenti)
- Библиотека на Фондацията на Пиемонтезкия институт „Антонио Грамши“ (Fondazione Istituto Piemontese „Antonio Gramsci“ Архив на оригинала от 2019-12-25 в Wayback Machine.)
- Библиотека на Фондация „Луиджи Ейнауди НПО“ (Fondazione „Luigi Einaudi“ onlus)
- Библиотека на Центъра за изследване на политическата мисъл на Фондация „Луиджи Фирпо“ (Fondazione „Luigi Firpo“ – Centro di studi sul pensiero politico)
- Библиотека на Фондация „Марио Мерц“ (Fondazione „Mario Merz“)
- Библиотека на Фондация „Танкреди ди Бароло“ (Fondazione „Tancredi di Barolo“)
- Библиотека на Фондация „Вера Ночентини“ (Biblioteca della Fondazione Vera Nocentini)
- Библиотека на Фондация „Филипо Бурцио“ (Biblioteca della Fondazione „Filippo Burzio“)
- Библиотека на Фондация „Алберто Колонети“ (Fondazione Alberto Colonnetti)
- Библиотека на Фондация „Луиза Гуцо“ (Biblioteca della Fondazione Luisa Guzzo[неработеща препратка])

### Библиотеки на изследователски институти
- Библиотека на Международния център за академични изследвания на Азия (Cesmeo – Istituto internazionale di studi asiatici avanzati)
- Библиотека на Подалпийската делегация за история на родината (Deputazione Subalpina di Storia Patria)
- Библиотека на Обсерваторията по Астрофизика на Торино (INAF Osservatorio astrofisico di Torino)
- Библиотека на Института за Италиански линвистичен атлас (Istituto dell’Atlante Linguistico Italiano)
- Библиотека на Института за исторически изследвания „Гаетано Салвемини“ (Istituto di studi storici „Gaetano Salvemini“ Архив на оригинала от 2019-12-15 в Wayback Machine.)
- Библиотека на Националния институт за метрологични изследвания (Istituto Nazionale di Ricerca Metrologica INRIM)
- Библиотека на Изследователския център на Института за музикалното културно наследство на Пиемонт (Istituto per i Beni Musicali in Piemonte – Centro di Ricerca e Documentazione – Biblioteca)
- Библиотека на Пиемонтезкия институт за история на съпротивата и на съвременното общество „Джорджо Агости“ (Istituto piemontese per la storia della Resistenza e della società contemporanea „Giorgio Agosti“)
- Център за европейска документация – Университетския институт за Европейски науки (Istituto Universitario di Studi Europei – Centro di documentazione europea CDE)
- Библиотека на Изследователския център и лаборатория по телекомуникации (Biblioteca del Centro Studi e Laboratori Telecomunicazioni)

### Музейни библиотеки
- Кралска библиотека на Торино (Biblioteca Reale di Torino), обект на Юнеско
- Художествена библиотека на Градските музеи на Торино (Biblioteca d’Arte Fondazione Torino Musei)
- Библиотека и медиатека „Марио Громо“ (Bibliomediateca „Mario Gromo“), Национален музей на киното
- Библиотека на Националния музей на италианското възраждане (Museo Nazionale del Risorgimento Italiano Архив на оригинала от 2019-12-24 в Wayback Machine.)
- Библиотека на документалния архив на Националния автомобилен музей (Museo nazionale dell’automobile „Carlo Biscaretti di Ruffia“)
- Библиотека на Регионалния музей за естествени науки (Museo Regionale di Scienze Naturali)
- Библиотека на Пинакотека „Джовани и Марела Ануели“ (Pinacoteca Giovanni e Marella Agnelli. Sala di consultazione)
- Дигитална библиотека на Музея на Торино (Biblioteca digitale del Museo Torino)

### Религиозни библиотеки[6]
- Библиотека на Архиепископската семинария на Торино (Biblioteca del Seminario Arcivescovile di Torino Архив на оригинала от 2019-07-14 в Wayback Machine.)
- Архиепископски архив на Торино (Archivio Arcivescovile Torino)
- Стара библиотека на архивите на Маврицианския орден (Biblioteca Antica degli Archivi dell'Ordine Mauriziano[неработеща препратка])
- Провинциална Францисканска библиотека на Торино (Biblioteca Provinciale Francescana di Torino)
- Библиотека на Международния институт „Дон Боско“ (Biblioteca dell'Istituto Internazionale „Don Bosco“)
- Библиотека „Джулия ди Бароло“ (Biblioteca „Giulia di Barolo“)
- Салезианска библиотека „Каза Мадре“ (Biblioteca Salesiana „Casa Madre“)
- Провинциална библиотека на Капуцините (Biblioteca Provinciale dei Frati Minori Cappuccini)
- Библиотека на Института на йезуитите (Biblioteca dell'Istituto Sociale dei Gesuiti Архив на оригинала от 2019-12-15 в Wayback Machine.)
- Библиотека на Центъра по теология на йезуитите (Biblioteca del Centro Teologico dei Gesuiti Архив на оригинала от 2019-12-15 в Wayback Machine.)
- Провинциална философска библиотека „Св. Тома Аквински“ (Biblioteca Provinciale di Filosofia „San Tommaso d'Aquino“)
- Библиотека на Института на монахините на Св. Йосиф (Biblioteca Istituto Suore di San Giuseppe Архив на оригинала от 2019-12-15 в Wayback Machine.)
- Библиотека на еврейската общност „Е. Артом“ (Biblioteca della Comunità ebraica „E. Artom“)
- Провинциална Лазалианска библиотека (Biblioteca Provinciale Lasalliana)
- Провинциален архив на францисканците (Archivio Pravicinale OFM)
- Библиотека на Салезианския център за историческа и популярна документация за св. Дева Мария (Biblioteca del Centro salesiano di documentazione storica e popolare mariana)
- Исторически архив на Института „Св. Мария Магдалена“ (Archivio Storico dell'Istituto Santa Maria Maddalena)
- Библиотека на Котоленго (Biblioteca del Cottolengo Piccola Casa della Divina Provvidenza)

### Други библиотеки
- Историческа библиотека на Провинция Торино (Biblioteca storica della Provincia di Torino Архив на оригинала от 2020-08-12 в Wayback Machine.)
- Библиотека на Регион Пиемонт „Умберто Еко“ (Biblioteca Della Regione Piemonte Umberto Eco Архив на оригинала от 2019-12-21 в Wayback Machine.)
- Библиотека на Инспекторат „Археология, изящни изкуства и пейзаж“ на Метрополен град Торино (Biblioteca della Soprintendenza Archeologia Belle Arti e Paesaggio della Città Metropolitana di Torino)
- Библиотека на Държавния архив (Biblioteca dell'Archivio di Stato)
- Централна Юридическа библиотека (Biblioteca Centrale Giurdica della Corte di appello di Torino)
- Педагогическа библиотека (Biblioteca Pedagogica Архив на оригинала от 2019-12-22 в Wayback Machine.)
- Библиотека на Италианската асоциация по психопедагогика (Biblioteca dell'Associazione Italiana di Psicopedagogia)
- Национална библиотека на Италианския алпийски клуб (Biblioteca nazionale del Club Alpino italiano)
- Библиотека „Марта Гобети“ на Националния кино архив на съпротивата (Biblioteca „Marta Gobetti“ dell'Archivio Nazionale Cinematografico dlla resistenza)
- Библиотека-медиатека на RAI „Дино Вилани“ (Bibliomediateca „Dino Villani“ Архив на оригинала от 2019-12-03 в Wayback Machine.)
- Историческа библиотека на „Възпитателен център на провидението“ (Biblioteca storica dell’Educatorio della Provvidenza Архив на оригинала от 2019-12-15 в Wayback Machine. „Paolo Girelli e Vera Tua“)
- Библиотека на Школа Холден (Biblioteca della Scuola Holden)
- Библиотека „Фоголар Фурлан“ (Biblioteca del Fogolar Furlan di Torino Архив на оригинала от 2019-12-15 в Wayback Machine.)
- Библиотека „Фабрицио Делусу“ (Biblioteca Fabrizio Delussu)